# Dengelegi Bíró Péter
Dengelegi Bíró Péter (Kolozsvár, 1597 vagy 1598 – 1647) református esperes.

## Élete
Kolozsváron, Debrecenben és Sárospatakon tanult, majd tanító lett Szepsiben. 1624–1626 között külföldi egyetemek (Odera-Frankfurt, Franeker, Leiden) hallgatója lett. Visszatérve hazájába tanárként működött Kolozsváron, majd Alvincen, 1636-ban Nagyenyeden lett lelkész. 1636-ban a nagyenyedi egyházkerület esperesévé, 1637-ben az egyházkerület generális nótáriusává választották.

## Műve
Káldi Györggyel való vitája a 17. századi hitviták fontos mozzanata. A két bibliafordító közül Káldi a Vulgatát tekinti hitelesnek, Dengelegi a héber és görög kéziratok mellett érvel. Dengelegi feltehetőleg 1627-ben kezdte el írni válaszát Káldinak az 1626-os Biblia-fordításával együtt megjelent Oktató intés-ére, de a mű nyomtatásban csak 1630-ban jelent meg. Címe: Rövid anatómia, mellyel a nagy szombati Kaldi György papnak a Szent Biblia felöl való oktató intése, mellyet az ö tölle magyar nyelvre fordittatot Bibliájának sarkához biggyesztet, minden részeiben megh visgaltatik, es egyczersmind Karolyi Gaspar es Szenci Molnár Albert az ö hasznos munkajokkal edgyüt patvaros nyelvének ostorozása alól fel szabadittatnak, az nagy Istennek segedelméből, Dengelegi Peter által, Feier-Varat 1630, Effmurdt.